# Le Grand Canal
Le Grand Canal est une Peinture à l'huile sur toile réalisée par le peintre impressionniste français Claude Monet (1840-1926). C'est l'un des six tableaux peints d'après le modèle du Grand Canal vu en direction de la Basilique Santa Maria della Salute de Venise. Cette série du Grand Canal appartient à une autre série sur le thème de Venise, réalisée d'après l'unique visite de Monet dans cette ville (en 1908). C'est durant cette période que ce peintre est considéré par les historiens de l'art comme à son apogée. Les peintures sont commencées en plein air et achevées en France.
Ce tableau représente une vue du Grand Canal, depuis le Palazzo Barbaro, lieu de séjour de Monet à Venise. 
En 2015, lors d'une vente aux enchères par Sotheby's, il est vendu à plus de 35 millions de dollars. Sotheby cite ce tableau comme l'un des plus célèbres, parmi ceux de Venise,,. Auparavant, il appartenait au magnat du sucre de la Nouvelle-Orléans, Hunt Henderson, collectionneur d'art ,. 

## Histoire
Ce tableau est réalisé après le voyage à Venise de Claude Monet, en automne 1908 (il est alors âgé de 68 ans) à l'occasion d'une invitation de l'Américaine Mary Young Hunter au Palazzo Barbaro, à Venise. Hunter, amie de la femme de Monet, Alice, invite ce couple à lui rendre visite à Venise, où elle loue ce palais. Monet accepte l'invitation (malgré un manque d'enthousiasme). Lui et son épouse arrivent en Italie le 1er octobre.
C'est là-bas que Monet peint une série de tableaux du Grand Canal, représentant la même vue à différentes heures de la journée. Cette méthode, souvent employée par Monet, est à l'origine des séries Les Nymphéas, les Peupliers, Cathédrale de Rouen, Meules de foin. et  le pont de Charing Cross. Monet peint trente-sept tableaux d'octobre à décembre, lors de son séjour : six, dont ce tableau, représentent le Grand Canal . L'un est au Musée des Beaux-Arts de San Francisco.

## Description
Ce tableau représente la vue du Palazzo Barbaro. Si ce sujet figure déjà chez de précédents artistes, Monet y apporte l'intérêt de la lumière, la façon dont elle se déplace sur l'eau en fonction du temps. L'architecture baroque de l'église de Santa Maria della Salute  occupe une place importante. Pourtant, Monet semble plus intéressé par le mouvement de la lumière sur l'eau que par le panorama vénitien,,. Aucune personne, touriste ou habitant, ne figure sur l'œuvre.  